# Rhyxicephalus rugifrons
Rhyxicephalus rugifrons är en skalbaggsart som beskrevs av Moser 1921. Rhyxicephalus rugifrons ingår i släktet Rhyxicephalus och familjen Melolonthidae. Inga underarter finns listade i Catalogue of Life.